# Медвед, Дирк
Дирк Медвед (нидерл. Dirk Medved; род. 15 сентября 1968, Генк, Лимбург) — бельгийский футболист, выступавший на позиции защитника.

## Карьера

### Клубная
Начал футбольную карьеру в клубе «Ватерсхей Тор» из Генка. В сезоне 1985/1986 дебютировал в Жюпиле-Лиге, но через год его клуб выбыл во Вторую Лигу. Вскоре «Ватерсхей» и «Винтерслаг» объединились в клуб «Генк», в котором Медвед и отыграл один сезон. В 1989 году Медвед возвращается в Жюпиле-Лигу, выступая в составе «Гента», в 1991 году он занимает 3-е место в чемпионате и получает право на выступление в Кубке УЕФА 1991/1992. Итого к 1993 году у Дирка показател в 127 матчей и 6 мячей.
Затем Дирк отправился в один из топ-клубов в Бельгии «Брюгге». Там он создал линию обороны с Лоренцем Сталенсом, Паскалем Ренье и Полом Оконом. В 1994 году он как вице-чемпион страны и финалист Кубка Бельгии выигрывает Суперкубок Бельгии, в 1995 году снова выигрывает кубок Бельгии, а в 1996 году оформляет «золотой дубль» (выиграв чемпионат и кубок) и снова побеждает в Суперкубке. С учётом сезона 1996/1997 Дирк провёл 123 матча и дважды в них отличился. Последний клуб в его карьере был «Стандард» из Льежа в 1997-1999 годах. Из-за травмы он провёл только 15 матчей и затем завершил свою спортивную карьеру.

### В сборной
В сборной дебютировал 9 октября 1991 года в товарищеском матче с Венгрией, который его команда выиграла 2:0. В 1994 году Поль ван Химст включил защитника в состав сборной на чемпионат мира в США, где Дирк сыграл матч с Нидерландами (победа 1:0) и с Саудовской Аравией (поражение 1:0). Играл в сборной до 1997 года, провёл 26 матчей.

## Титулы
- Чемпион Бельгии: 1995-96
- Обладатель Кубка Бельгии: 1994-95, 1995-96
- Финалист Кубка Бельгии: 1993-94, 1998-99
- Обладатель Суперкубка Бельгии: 1994, 1996